# Recesija
U ekonomiji, recesija je kontrakcija poslovnog ciklusa kada opšti pad u privrednoj aktivnosti postoji. Dok makroekonomski pokazatelji kao što je BDP (bruto domaćeg proizvoda), potrošnja ulaganja, iskorišćenost kapaciteta, prihod domaćinstva, profiti poslovnih sistema, i inflacija opadaju, bankrotstva i stopa nezaposlenosti rastu. U Ujedinjenom Kraljevstvu, to je definisano kao negativni privredni rast za dva uzastopna kvartala.
Recesija se generalno javlja kada dođe do široko rasprostranjenog pada u potrošnji (negativan šok potražnje). Ovo može biti izazvano različitim događajima, kao što su finansijska kriza, šok spoljne trgovine, šok negativnog snabdevanja, prasak privrednog mehura. Vlade obično reaguju na recesije tako što usvajaju ekspanzivne makroekonomske politike, kao što su povećano snabdevanje novca, povećani izdaci vlade i smanjeno oporezivanje.

## Definicija
U članku Njujork tajmsa iz 1974. godine, komesar Biroa za statistiku rada, Džulijus Šiškin je predložio nekoliko praktičnih pravila za definisanje recesije, jedna od kojih je dve uzastopne kvartala BDP rasta. Vremenom su se druga praktična pravila zaboravila. Neki ekonomisti preferiraju definiciju- 1,5-2 posto rasta nezaposlenosti tokom 12 meseci.
U Sjedinjenim Američkim Državama Komitet za datiranje poslovnih ciklusa Nacionalnog biroa za ekonomska istraživanja(NBER) se generalno smatra autoritetom za beleženje podataka recesije u Sjedinjenim Američkim Državama. NBER, privatna organizacija za privredna istraživanja, definiše privrednu recesiju kao „značajan pad u privrednoj aktivnosti koji je zahvatio celu privredu i koji je trajao vise od nekoliko meseci, obično vidljiv u stvarnom BDP-u, stvarnom prihodu, zaposlenju, industrijskoj proizvodnji, u veleprodajama i maloprodajama. " Gotovo bez izuzetaka, akademici, ekonomisti, kreatori politika, poslovanja se odnose na činjenicu da NBER određuje precizne podatke o početku i kraju recesije.
U Ujedinjenom Kraljevstvu, recesije su generalno definisane kao dva uzastopna kvartala negativnog privrednog rasta, kao što brojke tehnike QOQ, koje su prilagođene za svaku sezonu, određuju za stvarni BDP. Ista definicija se koristi za sve ostale države članice Evropske unije.

## Svojstva
Recesija ima mnoga svojstva koja se istovremeno mogu pojaviti i uključuje pad komponentnih mera privredne aktivnosti (BDP) kao što je potrošnja, ulaganje, rashodi vlade, aktivnosti neto izvoza. Ove sadržinske mere odražavaju osnovne pokretače kao što su nivoi i veštine zapošljavanja, stopa štednje domaćinstava, odluke korporativnih ulaganja, kamatne stope, demografija i politike vlade.
Ekonomista Ričard Ku je napisao da pod idealnim uslovima, privreda države treba da ima sektor domaćinstva kao neto štediše, a korporativni sektor kao neto pozajmljivači, uz budžet vlade koji je gotovo balansiran, a neto izvoz blizu nule. Kada ovi odnosi postanu neuravnoteženi, recesija se može razviti u okviru države ili stvoriti pritisak za recesiju u drugoj državi. Odgovori politike su često osmišljeni da vode privredu nazad ka idealnom stanju balansa.
Na ozbiljnu (pad BDP-a za 10%) ili produženu (3 ili 4 godine) recesiju se gleda kao na privrednu depresiju iako neki tvrde da njihovi uzroci i rešenja mogu biti drugačiji. Kao neformalna stenografija, ekonomisti ponekad upućuju na različite oblike recesije kao što su recesije V oblika, U oblika, L oblika i W- oblika.

### Tip recesije ili oblik
Tipovi i oblici recesije su različiti. U SAD-u, v-oblik ili kratke i oštra kontrakcije propraćena brzim i neprekidnim oporavkom se pojavio 1954.godine i 1990-91.godine; u oblik (produženi pad) 1974-75.godine i w-oblik ili dvostruki pad recesije 1949.godine i 1980-82.godine. Recesija Japana iz 1993-94.godine je bila u-oblika i njenih 8 od 9 kvartala kontrakcija 1997-99. godine može se opisati L oblikom. Koreja, Hong Kong i Jugoistočna Azija su doživele recesiju U oblika 1997-98 godine, iako osam uzastopnih kvartala pada Tajlanda bi trebalo da budu nazvane L oblikom.

### Psihološki aspekti
Recesije imaju psihološke aspekte i aspekte poverenja. Na primer, ako preduzeća očekuju da se privredna aktivnost uspori, oni mogu da smanje nivoe zapošljavanja i da pre uštede novac, nego da ulože. Takva očekivanja mogu da stvore samo-osnažujuća silazna ciklična kretanja, uzrokujući ili pogoršavajući recesiju. Poverenje potrošača je jedna od mera koja se koristi da se proceni privredno mišljenje. Naziv „životinjski duh” je korišćen da se opišu psihološki faktori koji su osnovni za privredne aktivnosti. Ekonomista Robert Šiler je napisao da termin „...takođe se odnose i na osećaje uzajamnog poverenja, naš osećaj pravednosti u privrednim poslovanjima i naš osećaj za mere korupcije i zlu nameru. Kada životinjski duh opada, potrošači ne žele da troše, a preduzeća ne žele da stvaraju kapitalne izdatke ili da zapošljavaju ljude.

### Recesija bilansa stanja
Visok stepen zaduženosti ili pucanja nekretnina ili mehura cena finansijske imovine može prouzrokovati ono što se zove „recesija stanja bilansa. Ovo se dešava kada veliki broj potrošača ili korporacija smanjuje dug uplaćivanjem(tj. štede) više nego što troše ili investiraju, što usporava ekonomiju. Termin bilans stanja potiče od računovodstvenog identiteta koji podrazumeva da imovina mora uvek biti jednaka zbiru obaveza plus kapitalu. Ako cene imovina padnu ispod vrednosti duga nastalog za vreme njihove kupovine, onda kapital mora biti negativan, što znači da je potrošač ili korporacija insolventan. Ekonomista Pol Krugman napisao je 2014. godine da ‘’ najbolja radna hipoteza je da je finansijska kriza bila samo jedna manifestacija šireg problema prekomernog duga-to je takozvana „recesija bilansa stanja’’. Po Krugmanovom viđenju, takve krize zahtevaju strategije smanjenja duga kombinovane sa većim izdacima vlade da bi se neutralisala opadanja privatnog sektora prilikom plaćanja duga.
Na primer, ekonomista Ričard Ko pisao je da je Velika Japanska recesija koja je počela 1990. godine bila recesija bilansa stanja. Izazvana je kolapsom u zemlji i stalnim cenama, koji su uzrokovali da japanske firme imaju negativan kapital, što znači da su njihova sredstva bila manja od njihovih obaveza. Uprkos nultim kamatnim stopama i ekspanziji ponude novca za podsticanje zaduživanja, japanske kompanije su se odlučile za plaćanje dugova iz poslovnih zarada, umesto da se zadužuju kako bi investirale kao što obično firme rade. Korporativne investicije, ključna komponenta BDP-a, značajno su opale (22% BDP-a) u periodu od 1990. do njegovog najvećeg pada 2003. godine. Japanske firme su postale neto štediše nakon 1998, za razliku od zajmodavaca. Ko tvrdi da je masovni fiskalni podsticaj (zaduživanje i potrošnja od strane vlade) nadoknadio ovaj pad i omogućio Japanu da održi svoj nivo BDP-a. Po njegovom mišljenju, time je izbegnuta američka velika recesija, u kojoj je američki BDP pao za 46%. On je tvrdio da je monetarna politika bila neefikasna, zato što je tražnja za sredstvima bila ograničena dok su kompanije plaćale svoje obaveze. U recesiji bilansa stanja BDP se smanjuje za iznos otplate duga i nepozajmljenu individualnu štednju, ostavljajući za sobom podsticaj vlade kao primarni lek.

Krugman je tokom 2010. godine razmatrao koncept recesije bilansa stanja, složio se sa Koovom procenom situacije, smatrajući da bi održiva potrošnja deficita bila prikladna kada bi bila suočena sa recesijom bilansa stanja. Međutim, Krugman smatra da bi monetarna politika takođe mogla da utiče na štedno ponašanje, kao što bi inflacija ili kreditna obećanja buduće inflacije (generisanje negativnih realnih kamatnih stopa) podstakla smanjenje štednje. Drugim rečima, ljudi bi bili skloni potrošnji više nego štednji ako veruju da je inflacija na vidiku. U tehničkom smislu, Krugman tvrdi da je kriva štednje privatnog sektora elastična čak i tokom recesije bilansa stanja (reaguje na promene realnih kamatnih stopa) suprotstavljajući se Koovom stavu da je neelastična (ne reaguje na promene realnih kamatnih stopa).
U istraživanju recesije bilansa stanja iz 2012. godine navodi se da su tražnja i zaposlenost pod uticajem nivoa snage domaćinstva. Potrošnja i trajnih i potrošnih dobara opala je kako su domaćinstva prelazila sa nižeg na viši nivo sa padom vrednosti nekretnina tokom krize sa hipotekarnim kreditima. Dalje, smanjena potrošnja na višem nivou domaćinstva može dovesti do značajnog pada nivoa zaposlenosti. Stoga, politike koje smanjuju hipotekarne dugove ili nivoe domaćinstva mogu imati stimulativne efekte.

### Zamka likvidnosti
Zamka likvidnosti je kenzijanska teorija da se može razviti situacija u kojoj kamatne stope dosežu blizu nule (politika nulte kamatne stope) ali ipak ne stimulišu ekonomiju. U teoriji, kamatne stope blizu nule treba da ohrabre firme i potrošače da pozajmljuju i troše. Međutim, ako se previše potrošača i firmi fokusira na štednju i vraćanje duga, a ne na potrošnju, niže kamatne stope manje utiču na investicije i potrošačko ponašanje, niže kamatne stope su kao „hodanje po žici”. Ekonomista Pol Krugman opisao je američku recesiju 2009. godine i izgubljenu deceniju u Japanu kao zamku likvidnosti. Jedan lek za zamku likvidnosti je ekspanzija ponude novca putem kvantitativnog popuštanja ili drugih tehnika u kojima se novac štampa kako bi se kupila imovina, stvarajući očekivanje inflacije što podstiče štediše da ponovo počnu trošiti novac. Vlada koja podstiče trošenje i merkantilistička politika za podsticanje izvoza i smanjenje izvoza su tehnike za podsticanje tražnje.On je u martu 2010. procenio da su i razvijene zemlje koje predstavljaju 70% svetskog BDP-a bile uhvaćene u zamku likvidnosti.

### Paradoksi štednje i razduživanja
Ponašanje koje može biti optimalno za pojedinca (npr. više štednje tokom nepovoljnih finansijskih uslova) može biti štetno ukoliko previše ljudi sledi to isto ponašanje, jer je konačno potrošnja jedne osobe prihod neke druge osobe. Previše potrošača koji istovremeno pokušavaju da uštede (ili otplate dug) naziva se paradoks štednje i može izazvati ili produbiti recesiju. Ekonomista Himan Minski takođe opisuje paradoks razduživanja kroz finansijske institucije koje imaju previše leveridža (dug je mnogo veći od imovine) i ne mogu se razdužiti istovremeno bez značajnog pada vrednosti svojih sredstava.
Tokom aprila 2009. potpredsednica američke federalne rezerve Džanet Dželen razmatrala je ove paradokse: “Kada nas je ova ekonomska kriza pogodila, nedugo potom smo bili u recesiji. Recesija je zauzvrat produbila ekonomsku krizu kada je došlo do pada tražnje i zaposlenosti i gubitka finansijskih institucija. Zaista, mi smo bili u takvoj situaciji više od godinu dana, upravo zbog ove negativne povratne sprege. Proces razduživanja bilansa stanja se proširio na skoro svaki kutak ekonomije. Potrošači odustaju od kupovine, posebno trajnih dobara, kako bi uštedeli. Preduzeća odustaju od planiranih investicija i otpuštaju zaposlene kako bi sačuvali novac. I finansijske institucije smanjuju imovinu kako bi ojačale kapital i povećale šanse da se probiju kroz trenutnu oluju. Još jednom, Minski je shvatio dinamiku. On je pričao o paradoksu razduživanja, u kojem su mere predostrožnosti pametne za pojedince i firme i zaista neophodne za vraćanje ekonomije u normalno stanje, ipak uvećale nevolje ekonomije u celini.”

## Pokazatelji
Potpuno pouzdani pokazatelji nisu poznati, ali se sledeći posmatraju kao mogući pokazatelji.
- Kriva obrnutih prinosa,[14] model koji je razvio ekonomista Džonatan H. Rajt, koristi prinose na desetogodišnjim ili tromesečnim hartijama od vrednosti kao i stopu federalnih fondova.[15] Federalna banka rezervi Njujorških ekonomista razvila je još jedan model koji koristi samo desetogodišnji/tromesečni raspon. Međutim to nisu definitivni pokazatelji;[16]
- Promene na 3 meseca u stopi nezaposlenosti i početna potraživanja nezaposlenosti.[17]
- Indeks vodećih (ekonomskih) indikatora(uključuje neke od gore navedenih indikatora).[18]
- Snižavanje cena imovine, kao sto su kuće i finansijska sredstva, ili visoki nivoi ličnog ili korporativnog duga.

Prakas Lungani iz Međunarodnog monetarnog fonda je radio analize, koje su pokazale da su samo 2 od 60 recesija širom sveta tokom 1990-ih bile predviđene od strane konsenzusa ekonomista godinu dana ranije, dok nije bilo nijednog predviđanja konsenzusa godinu dana ranije za 49 recesija tokom 2009. godine.

## Odgovori vlade
Većina vodećih ekonomista veruje da su uzrok za recesije neodgovarajući agregatorni zahtevi u ekonomiji, i preferiraju korišćenje ekspanzivne makroekonomske politike tokom recesija.
Strategije koje se preferiraju za vađenje ekonomije iz recesije variraju u zavisnosti koja se ekonomska škola sledi. Monetaristi preferiraju korišćenje ekspanzivne monetarne politike, dok bi kejnzijanski ekonomisti mogli da zagovaraju povećanje potrošnje vlade kako bi se podstakao ekonomski rast. Ekonomisti koji su na strani snabdevača mogu predložiti smanjenje poreza da bi unapredili investicije u kapital preduzeća. Kada kamatne stope dostignu granicu kamatne stope od nula posto (politika nulte kamatne stope), konvencionalna monetarna politika se više ne može koristiti i vlada mora koristiti druge mere za podsticanje oporavka. Kejnzijanci tvrde da fiskalna politika- smanjenje poreza ili povećanje državne potrošnje-funkcioniše kada monetarna politika zakaže. Trošenje je efektivnije zbog velike multipliciranosti ali ukidanje poreza ranije ima efekta.
Na primer, Pol Krugman je napisao u decembru 2010. da su značajni, održivi troškovi vlade bili neophodni zbog zaduženih domaćinstava koji su isplaćivali dugove i nisi bili u stanju da izguraju ekonomiju Sjedinjenih država kad sto su do tada.,, Koreni naših trenutnih muka leže u zaduženjima američkih porodica koje su napravili tokom Bušove ere stambenog balona. Teško zaduženi Amerikanci ne samo da ne mogu da troše na način na koji su navikli, već moraju da isplate dugove koje su napravili tokom godina balona. Ovo bi bilo u redu da neko drugi isplaćuje njihov deo . U stvari se dešava da neki ljudi troše mnogo manje, dok niko ne troši više- što dovodi do depresivne ekonomije i visoke nezaposlenosti. Vlada bi u ovoj situaciji trebalo da troši više, dok privatni sektor troši manje, i da podržavaju zaposlene dok se ne isplate dugovi.I troškovi ove vlade moraju da budu održivi..."

## Berza
Neke recesije su predviđene padom tržišta akcija. U akcijama za dugoročno poslovanje, Sigel pominje da je od 1948. godine deset recesija prethodilo padu tržišta deonica, s vremenom od 0 do 13 meseci (u proseku 5,7 meseci), dok recesija nije pratila pad deset berzi za više od 10% Industrijskom indeksu Dau Džounsa.
Tržište nekretnina takođe obično bude slabije pre recesije. Međutim, opadanje tržišta nekretnina može da traje mnogo duže nego recesija.
Pošto je poslovni ciklus veoma teško predvideti, Sigel tvrdi da nije moguće iskoristiti ekonomske cikluse za vremenske investicije. Čak je i Nacionalnom birou za ekonomska istraživanja (NBER) potrebno nekoliko meseci da utvrdi da li je došlo do vrha ili pada u SAD-u.
Tokom ekonomskog pada, zalihe visokog prinosa, kao što su roba široke potrošnje, lekovi i duvan, se bolje drže. Međutim, kada ekonomija počne da se oporavlja i dno tržišta je prošlo, zalihe rasta imaju brži oporavak. Postoje značajna neslaganja o tome kako se zdravstvena zaštita i komunalne usluge obično oporavljaju. Promena svog portfolija u međunarodne deonice može obezbediti određenu sigurnost; međutim, ekonomije koje su blisko povezane sa SAD-om takođe mogu biti pogođene recesijom u SAD-u.
Postoji mišljenje „Pola puta“, prema kome investitori počinju da umanjuju oporavak ekonomije otprilike na pola recesije. U 16 recesija Sjedinjenih država od 1919. godine, prosečna dužina je bila 13 meseci, iako su nedavne recesije trajale kraće. Tako bi, ako bi u 2008. godini recesija bila kao prosečna, pad tržišta deonica dostigao dno oko novembra 2008. godine. Stvarno dno američkog tržišta deonica recesije iz 2008. bilo je u martu 2009. godine.

## Politika
Uglavnom je administracija ta koja dobija zasluge ili koju okrivljuju za ekonomsko stanje u određenom periodu. To je izazvalo neslaganja u vezi toga na koji je način zapravo počela recesija. U jednom ekonomskom ciklusu opadanje ekonomskog statusa se može posmatrati kao posledica proširenja koje je dostiglo neodrživ status, a ispravlja se kratkim padom. Stoga nije lako izdvojiti razloge određene faze ciklusa.
Smatra se da je recesija iz 1981. izazvana politikom štednje koju je usvojio Pol Volker, predsednik federalnog Odbora za rezerve, pre nego što je Ronald Regan preuzeo njegovo mesto. Regan je podržao takvu politiku. Ekonomista Valter Heler, predsednik Saveta ekonomskih savetodavaca, je tokom 1960-ih izjavio: „Ja to nazivam Regan-Volker-Karterovom recesijom.” Smanjenje inflacije koje je usledilo je stvorilo uslove za period ogromnog rasta tokom Reganove vladavine.
Ekonomisti obično tvrde da je nemoguće izbeći određeni stepen recesije, i da se njeni razlozi nastajanja ne razumeju u potpunosti. Kao posledica toga, savremene državne administracije pokušavaju da preduzmu korake, oko koji se takođe nisu dogovorile, kako bi ublažile recesiju.

## Posledice

### Nezaposlenost
Nezaposlenost je naročito visoka za vreme recesije. Mnogi ekonomisti koji deluju sa stanovišta neoklasicizma smatraju da postoji prirodna stopa nezaposlenosti, koja, posmatrana nezavisno od prave stope nezaposlenosti, može biti korišćena za izračunavanje negativne razlike bruto domaćeg proizvoda za vreme recesije. Drugim rečima, nezaposlenost nikad ne dostiže nulu, ali to nije negativni pokazatelj zdravlja jedne ekonomije osim ako je ispod „prirodne stope”, a u tom slučaju je u direktnoj vezi sa padom bruto domaćeg proizvoda.
Celokupni uticaj koji recesija ima na zaposlenost nekad se ne može osetiti ni za više meseci. Jedna britanska studija pokazala je da su nisko-kvalifikovani i neškolovani radnici, kao i mladi, najčešće pogođeni nezaposlenošću. Nakon recesija u Britaniji, tokom 80-ih i 90-ih godina dvadesetog veka, bilo je potrebno pet godina da se stopa nezaposlenosti vrati na prvobitni stepen. Mnoga preduzeća očekuju da se u periodu recesije povećaju žalbe na diskriminaciju u radu.

### Biznis
Produktivnost obično opada u prvim stadijumima recesije, a zatim ponovo raste nakon što se slabija preduzeća zatvore. Razlike u profitabilnosti između različitih preduzeća se drastično povećavaju. Recesije su takođe pružale mogućnost za nekonkurentska udruživanja, koja imaju negativan uticaj na širu ekonomiju. Smanjivanje konkurentske politike u Sjedinjenim Američkim Državama tokom 1930-ih je jedan od uzroka koji je produžio veliku depresiju.

### Društvene posledice
Recesija podjednako pogađa životni standard onih ljudi koji zavise od dnevnica i plata, kao i onih koji se oslanjaju na stalni prihod ili socijalnu pomoć. Poznato je da gubitak posla negativno utiče na stabilnost porodice, kao i zdravlje i dobrostanje pojedinca. Stalni prihodi se malo smanjuju, i samim tim je teže preživeti.

## Istorija

### Globalno
Prema podacima Međunarodnog monetarnog fonda(MMF) „Globalne recesije se izgleda dešavaju tokom perioda koji traje od 8 do 10 godina”. Pri definisanju globalne recesije, MMF uzima u obzir mnogo faktora. Do aprila 2009. godine, MMF je više puta izjavio za štampu da se godišnji rast bruto domaćeg proizvoda na globalnom nivou za 3% ili manje može smatrati “ekvivalentom globalne recesije”. Prema takvim merenjima, šest perioda od 1970. do danas mogu se smatrati globalnom recesijom: 1974-1975., 1980-1983., 1990-1993., 1998., 2001-2002. i 2008-2009. Tokom perioda koji je MMF u aprilu 2002. godine označio kao poslednje tri globalne recesije u poslednje tri decenije, globalni privredni rast po glavi stanovnika bio je nula ili negativan. Stoga je MMF izjavio da se, pošto stanje tokom 2001. godine nije bilo takvo, ekonomsko stanje u 2001. godini ne može smatrati globalnom recesijom.
U aprilu 2009. godine, MMF je promenio svoju definiciju Globalne recesije u sledeće:
„Opadanje godišnjeg bruto domaćeg proizvoda po glavi stanovnika na svetskom nivou, praćeno opadanjem ili pogoršavanjem jednog ili više od ostalih sedam globalnih makroekonomskih pokazatelja: industrijska proizvodnja, trgovina, kretanje kapitala, potrošnja goriva, stopa nezaposlenosti, ulaganje po glavi stanovnika i potrošnja po glavi stanovnika.”
Prema ovoj novoj definiciji, od Drugog svetskog rata desile su se ukupno četiri globalne recesije: 1975., 1982., 1991. i 2009. Sve su trajale samo godinu dana, iako bi treća trajala tri godine (1991-1993.) da je MMF kao kriterijum koristio normalni devizni kurs izračunat po svetskom bruto domaćem proizvodu po glavi stanovnika umesto kursa izračunatog u skladu sa paritetom kupovne moći.

### Australija
Najgora recesija koja se ikada dogodila u Australiji bila je početkom 1930-ih godina. Kao posledica problema u vezi poljoprivrednog profita i smanjenja tokom kasnih 1920-ih godina, dogodila se najveća recesija u istoriji Australije i to tokom 1931. i 1932. godine. Australija je to podnela bolje nego druge države, koje su prolazile kroz periode depresije, ali njihovo loše ekonomsko stanje uticalo je i na Australiju pošto je zavisila od njih zbog izvoza kao i zbog stranih ulaganja. Država je takođe imala koristi od veće produktivnosti u proizvodnji koja je olakšana zaštitom trgovine, koja je takođe pomogla da se posledice recesije manje osećaju.
Usled kreditnih restrikcija, ekonomija je na kratko skliznula u recesiju tokom 1961. godine. Tokom 1973. Australija se suočila sa rastućom inflacijom koja je delimično bila prouzrokovana naftnom krizom koja se dešavala iste godine i donela porast inflacije od 13%. Ekonomska recesija se osetila već sredinom 1974, pri čemu država nije menjala postojeću poslovnu politiku kako bi izašla na kraj sa ekonomskom situacijom u zemlji. To je za posledicu imalo rast nezaposlenosti i značajno povećanje trgovinskog deficita.
Najskorija recesija se pojavila početkom devedesetih godina dvadesetog veka. Bila je prouzrokovana većim padom berze oktobra 1987, koja se danas naziva Crnim ponedeljkom. Iako je pad bio veći od onog iz 1929. na globalnom nivou ekonomija se brzo oporavila, ali je Severna Amerika doživela opadanje ušteđevina i pozajmica, što je dovelo do krize. Recesija nije bila ograničena samo na Ameriku, ali je takođe imala uticaja na partnerske nacije poput Australije. Nivo nezaposlenosti je porastao na 10,8%, zaposlenost se smanjila za 3,4% i BDP se takođe smanjio za čak 1,7%. Inflacija je, međutim, uspešno smanjena.

### Ujedinjeno kraljevstvo
Glavni članak: Lista recesija u Ujedinjenom Kraljevstvu
Poslednja recesija koja je pogodila Ujedinjeno Kraljevstvo je ona iz kasnih dvehiljaditih godina.

### Sjedinjene Američke Države
Glavni članak: Lista recesija u SAD
Prema mišljenju ekonomista, SAD su od 1854. godine prošle kroz 32 ciklusa ekspanzije i kontrakcije, sa prosekom od 17 meseci po kontrakciji i 38 meseci ekspanzije. However, since 1980 there have been only eight periods of negative economic growth over one fiscal quarter or more, Međutim, od 1980. bilo je samo osam perioda negativnog ekonomskog rasta koji su trajali preko jednog fiskalnog kvartala i četiri perioda koji se smatraju recesijama:
- Jul 1981- Novembar 1982: 15 meseci
- Jul 1990- Mart 19991: 8 meseci
- Mart 2001- Novembar 2001: 8 meseci
- Decembar 2007- Jun 2009: 18 meseci[32][33]

Za prethodne tri recesije, Nacionalni biro za ekonomska istraživanja je potvrdio definiciju vezanu za dva uzastopna kvartala opadanja. Iako to nije bio slučaj sa recesijom iz 2001, njoj su prethodila dva kvartala sa naizmeničnim opadanjem i slabim porastom.

### Kasne dvehiljadite
Glavni članak: Velika recesija
Zvanične informacije o ekonomiji pokazuju da je značajan broj nacija bio u recesiji početkom 2009. SAD su ušle u recesiju krajem 2007,, dok se slično dogodilo mnogim drugim nacijama 2008. Godine. Recesija u SAD iz 2007. Završila se juna 2009. kad je nacija ušla u ekonomski oporavak koji je i dalje u toku.

#### SAD
Recesiji je značajno doprinela i ispravka tržišta nekretnina Sjedinjenih Država (kao posledica naduvavanja mehura nekretnina SAD) i nižerazredni hipotekarni krediti.
Recesija iz 2007-2009 susrela se sa padom privatne potrošnje po prvi put u skoro 20 godina. Ovo je ukazivalo na dubinu i ozbiljnost recesije. Ekonomski oporavak je potrajao zbog toliko niskog poverenja kupaca. Potrošači u SAD su bili teško pogođeni Velikom recesijom, obzirom da je vrednost njihovih kuća opadala i da su penzione ušteđevine bile desetkovane na berzi.
Poslodavci u SAD su februara 2008 ukinuli 63000 radnih mesta, najviše u prethodnih pet godina. Bivši potpredsednik Federalnih rezervi Alan Grinspan je 6. aprila izjavio da „postoji više od 50 posto šansi da bi SAD mogle ući u recesiju”. Prvog oktobra, Biro za ekonomsku analizu saopštava da je u septembru izgubljeno dodatnih 156000 poslova. 29. Aprila 2008. Moody izjavljuje da je devet saveznih država SAD u recesiji. U novembru 2008, poslodavci su ukinuli 533000 poslova, što je najveće jednomesečno opadanje u prethodne 34 godine. U 2008, procenjuje se da je uklonjeno oko 2,6 miliona poslova u SAD.
Stopa nezaposlenosti u SAD je u martu 2009. porasla na 8,5 procenata i do marta 2009 je izgubljeno 5,1 miliona poslova otkako je recesija nastala u decembru 2007. To je podrazumevalo oko pet miliona više nezaposlenih u poređenju samo sa prethodnom godinom, što je bio najveći godišnji skok u broju nezaposlenih lica još od 1940.
Iako je ekonomija SAD-a porasla za 1% u prvom kvartalu, do juna 2008. neki analitičari su izjavili da je usled produžene kreditne krize i " velike inflacije za robu kao što je nafta, hrana i čelik” država svakako bila u recesiji*. Treći kvartal 2008. doneo je smanjenje BDP-a za 0,5% što je najveći pad od 2001. Opadanje od 6,4% u potrošnji potrošne robe u trećem kvartalu, poput odeće i hrane, bilo je najveće još od 1950.
Izveštaj Filadelfijske Banke državnih rezervi od 17. novembra 2008. na osnovu ispitivanja 51 prognostičara navodi da je recesija započela u aprilu 2008. i da će trajati 14 meseci. Projektovali su da će stvarni BDP opadati godišnjom stopom od 2,9% u četvrtom kvartalu i stopom od 1,1% u prvom kvartalu 2009. Ove prognoze predstavljaju značajnu reviziju naniže u odnosu na one od pre tri meseca.
Izveštaj Nacionalnog biroa za ekonomska istraživanja od 1. decembra 2008. utvrđuje da su SAD bile u recesiji od decembra 2007. (kad je ekonomska aktivnost bila na vrhu), i to na osnovu raznih kriterijuma, uključujući gubitak poslova, pad ličnih prihoda i opadanje stvarnog BDP-a. U julu 2009. sve veći broj ekonomista smatrao je da se recesija možda završila. Nacionalni biro za ekonomska istraživanja je 20. septembra 2010. izjavio da je recesija od 2008. do 2009. gotova u junu 2009, što je čini najdužom recesijom još od Drugog svetskog rata.

## Pogledati takođe
| - Stagflacija - Deflacija |